# Бар «Фолі-Бержер»
«Бар „Фолі-Бержер“» — картина французького художника Едуара Мане (1832 — 1883).

## Відомий бар

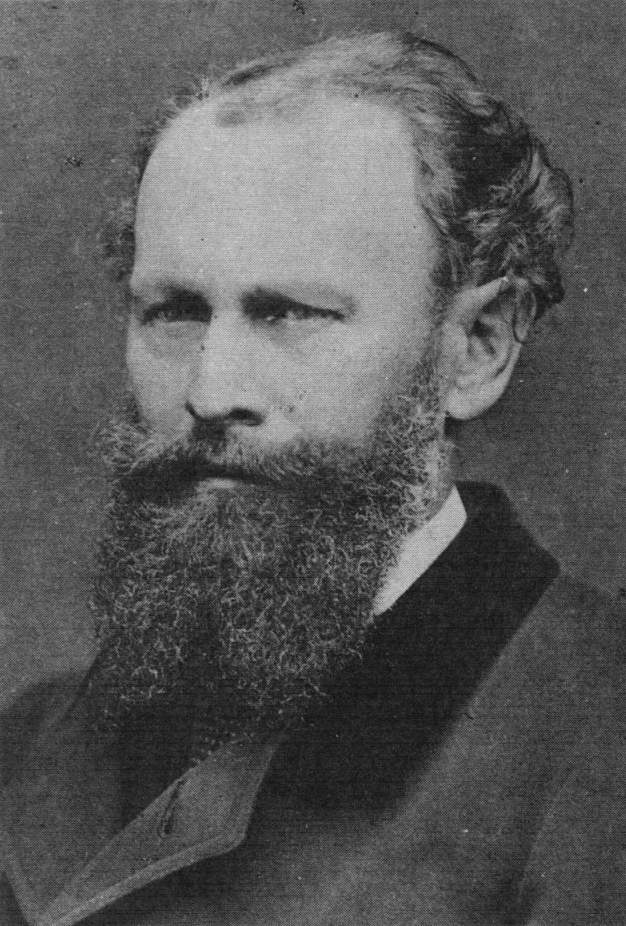
Едуар Мане

Це популярне кафе і кабаре, що досі носить назву «Фолі — Бержер». Серед його відвідувачів був і художник Едуар Мане. Адміністрація бару, аби сильніше зачепити відвідувачів, запрошувала артистів і циркачів. У самому барі на роботу брали тільки елегантних і дуже вродливих дівчат. Зачеплений привабливістю господині в барі — дівчини на ім'я Сюзон (її прізвище залишилось невідомим), Едуар зробив її головною постаттю своєї картини. В подяку за позування художник написав і портрет Сюзон пастеллю, який теж зберігся.

## Робота за свідоцтвом сучасника
Тяжко хворий на той час художник писав картину прямо в барі, з натури. Він лише висвітлив фарби і зробив Сюзон більш русявою. Про це залишили записи свідки, сучасники сеансів художника. Ось свідоцтво колеги Едуарда, художника Жанньо́ : "Коли я повернувся в січні 1882 року, мій перший візит був до Мане. Він якраз малював «Бар» Фолі — Бержер «Модель — красива дівчина — позувала, стоячи біля прилавку, уставленому пляшками і кришталем. Він одразу пізнав мене… Я узяв стілець… і почав дивитися, як він працює. Мане, хоча й писав свої картини з натури, зовсім не відтворював модель документально точно. Я одразу побачив його сміливі спрощення. Все було полегшено, тон був світлішим, фарби — яскравішими, валери — більш легкими. Все це робило гармонійно світлий і ніжний ансамбль. Прийшли інші відвідувачі, і Мане покинув малювати, важко перебравшись на диван праворуч біля стіни. Тільки тепер я побачив, як посилилась його хвороба. Він перебрався на диван повільно, важко спираючись на палицю, і весь тремтів. Але його настрій був бадьорим, і він навіть казав про швидке одужання».
Через рік художник помер.

## Самотність у паризькому натовпі

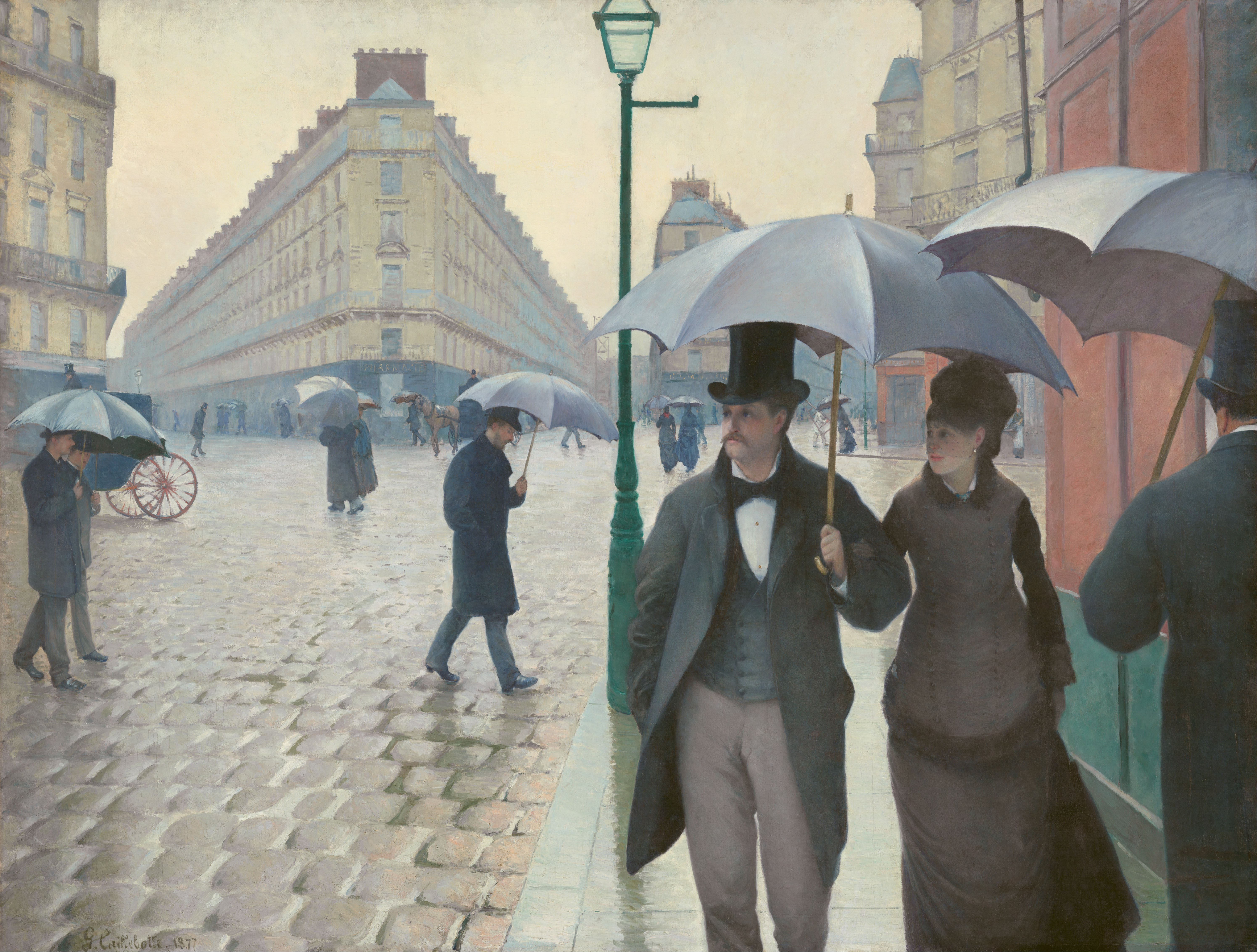
Г. Кайбот. Париж. Дощ в кварталі Батіньоль, 1877. Художній інститут Чикаго

Париж швидко ставав мегаполісом. Престижне уявлення про Париж як місто багатіїв, насолод і мистецтва приваблювало сюди безліч селян з провінцій, вчених, акторів і художників, іноземців — від Російської імперії до США. Париж швидко розбудовували, що давало нові робочі місця і спонукало до висмоктування робочої сили з французьких провінцій. Мешканці швидко розбилися на класи і угруповання. Багаті буржуа ріднилися з аристократами, торгівці з промисловцями, а ще були пролетаріат, служниці і пралі, повії, криміналітет і поліція, біднота і жебраки. Для багатіїв були Гранд Опера́ і Єлисейські поля, для промисловців — фабрики і паризькі передмістя, для богеми — Монмартр, для розбещених — сифіліс, для всіх — всесвітні виставки, свята і базари. В Парижі доживали віку письменник Оноре де Бальзак і його дружина Евеліна Ганська, викинутий з блюзнірського суспільства Англії Оскар Уайльд, хворі митці Шопен, Едуард Мане. Як ніде, тут відчувалась залежність людини від грошей. Саме тут народився гіркий прислів «Париж — пустеля для бідних». Тут гостро відчувалась самотність людини серед паризького натовпу.

## Самотність Едуара Мане

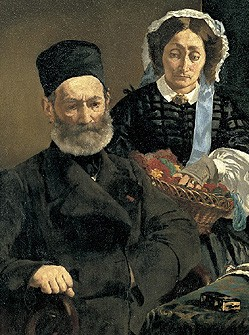
Огюст і Ежені Мане, батьки художника. 1860—1861

Свою самотність і невизнаність гостро відчував і Мане. Найгіршим було невизнання в родині батьків. Батько, Огюст Мане, дотримувався традиційних уявлень про порядність, шляхетність і доцільність поведінки сина. Він не схвалював фаховий вибір сина, художник для нього не був гідним уваги й пошани мсьє. Батько скупо давав гроші на утримання сина, і Мане страждав від фінансової залежності в дорослому віці. Батько став у заваді, коли син надумав одружитися з Леоною Леенхоф, а шлюб з нею вважав небажаним і непотрібним для їх родини мезальянсом. Едуард Мане став батьком позашлюбної дитини, а через спротив Огюста не міг визнати свого батьківства.
Лише після смерті Огюста у 1863 Едуар бере шлюб з коханою і стає фінансово незалежним як законний спадкоємець.
Не краще було і з офіційним визнанням. Едуард Мане зазнав 20 років приниження і образ від критиків та журналістів. Мане публічно ганьбили словами «кровопивця», «революціонер», «червоне (криваве) чудовисько». Він також зазнав значної самотності в паризькому натовпі.

## Картина Едуара Мане
Приваблива продавчиня стоїть біля прилавка в очікуванні покупця. Елегантна чорно-синювата сукня підкреслена мереживом коміра і букетиком живих квітів. У дзеркалі за дівчиною — натовп у залі кафе, гомін і регіт. Дивує вираз обличчя дівчини, що перестала на мить належати цьому світу вечірніх розваг, дешевого флірту, необов'язкових обіцянок і нетривалих стосунків. Вона теж госто відчувала самотність у паризькому натовпі, що так здивувало художника в молодій і зовнішньо привабливій жінці.
Картина давно покинула межі Франції і належить центру мистецьких досліджень у Лондоні, інституту Курто і Варбурга.